# Ådö (sydöst om Torsö, Raseborg)
Ådö är en ö i Finland. Den ligger i Finska viken och i kommunen Raseborg i den ekonomiska regionen  Raseborg i landskapet Nyland, i den södra delen av landet. Ön ligger omkring 78 kilometer väster om Helsingfors.
Öns area är 20,8 hektar och dess största längd är 0,8 kilometer i sydväst-nordöstlig riktning.